# Biserica „Sfânta Treime” din Volodeni
Biserica „Sf. Treime” este o biserică amplasată în Volodeni, raionul Edineț, Republica Moldova. Este un monument arhitectural de importanță națională inclus în Registrul monumentelor Republicii Moldova ocrotite de stat cu nr. 1033 (raionul Edineț). Datează din 1830.